# Parigi-Roubaix 2011
La Parigi-Roubaix 2011, centonovesima edizione della corsa e valevole come nona prova dell'UCI World Tour 2011, si è svolta il 10 aprile 2011 lungo un percorso di 258 km, da Compiègne a Roubaix, comprendente 27 tratti di pavé. Il corridore belga Johan Vansummeren del Team Garmin-Cervélo si è imposto in solitaria con il tempo di 6h07'28".

## Percorso
Era lungo 258 km e prevedeva la partenza a Compiègne con arrivo a Roubaix. Sul percorso, interamente pianeggiante, si incontravano 51,5 km di pavé, suddivisi nei cosiddetti 27 settori, composti come segue:
| Settore Numero | Nome                                      | Chilometro | Lunghezza (m) | Categoria         |
| -------------- | ----------------------------------------- | ---------- | ------------- | ----------------- |
| 27             | Troisvilles > Inchy                       | 98         | 2200          | * · * · *         |
| 26             | Viesly > Quiévy                           | 104,5      | 1800          | * · * · *         |
| 25             | Quiévy > Saint-Python                     | 107        | 3700          | * · * · * · *     |
| 24             | Saint-Python                              | 115,5      | 1500          | * · *             |
| 23             | Vertain > Saint-Martin-sur-Écaillon       | 119,5      | 2300          | * · * · *         |
| 22             | Capelle-sur-Écaillon > Ruesnes            | 126,5      | 1700          | * · * · *         |
| 21             | Aulnoy > Famars                           | 142,5      | 2600          | * · * · *         |
| 20             | Famars > Quérénaing                       | 146        | 1200          | * · * · *         |
| 19             | Quérénaing > Maing                        | 149        | 2500          | * · * · *         |
| 18             | Maing > Monchaux-sur-Écaillon             | 152        | 1600          | * · * · *         |
| 17             | Haveluy > Wallers                         | 164        | 2500          | * · * · * · *     |
| 16             | Foresta di Arenberg                       | 172        | 2400          | * · * · * · * · * |
| 15             | Millonfosse > Bousignies                  | 178,5      | 3700          | * · * · *         |
| 14             | Brillon > Tilloy-lez-Marchiennes          | 183,5      | 2400          | * · * · *         |
| 14             | Tilloy-lez-Marchiennes > Sars-et-Rosières | 186        | 2400          | * · * · *         |
| 13             | Beuvry-la-Forêt > Orchies                 | 192,5      | 1400          | * · * · *         |
| 12             | Orchies                                   | 197,5      | 1700          | * · * · *         |
| 11             | Auchy-lez-Orchies > Bersée                | 203,5      | 2600          | * · *             |
| 10             | Mons-en-Pévèle                            | 209        | 3000          | * · * · * · * · * |
| 9              | Mérignies > Avelin                        | 215        | 700           | * · *             |
| 8              | Pont-Thibaut > Ennevelin                  | 218,5      | 1400          | * · * · *         |
| 7              | Templeuve L'Épinette                      | 224        | 200           | *                 |
| 7              | Templeuve Le Moulin de Vertain            | 224,5      | 500           | * · *             |
| 6              | Cysoing > Bourghelles                     | 231        | 1300          | * · * · * · *     |
| 6              | Bourghelles > Wannehain                   | 233,5      | 1100          | * · * · * · *     |
| 5              | Camphin-en-Pévèle                         | 238        | 1800          | * · * · * · *     |
| 4              | Le Carrefour de l'Arbre                   | 241        | 2100          | * · * · * · * · * |
| 3              | Gruson                                    | 243        | 1100          | * · *             |
| 2              | Willems > Hem                             | 250        | 1400          | *                 |
| 1              | Roubaix                                   | 256,5      | 300           | *                 |

## Squadre e corridori partecipanti
| N.      | Cod. | Squadra                |
| ------- | ---- | ---------------------- |
| 1-8     | LEO  | Team Leopard-Trek      |
| 11-18   | GRM  | Team Garmin-Cervélo    |
| 21-28   | SKY  | Sky Procycling         |
| 31-38   | THR  | HTC-Highroad           |
| 41-48   | QST  | Quickstep Cycling Team |
| 51-58   | OLO  | Omega Pharma-Lotto     |
| 61-68   | BMC  | BMC Racing Team        |
| 71-78   | KAT  | Katusha Team           |
| 81-88   | ALM  | AG2R La Mondiale       |
| 91-98   | VCD  | Vacansoleil-DCM        |
| 101-108 | SAU  | Saur-Sojasun           |
| 111-118 | RAB  | Rabobank Cycling Team  |
| 121-128 | FDJ  | FDJ                    |

| N.      | Cod. | Squadra                     |
| ------- | ---- | --------------------------- |
| 131-138 | SKS  | Skil-Shimano                |
| 141-148 | LIQ  | Liquigas-Cannondale         |
| 151-158 | COF  | Cofidis, le Crédit en Ligne |
| 161-168 | LAM  | Lampre-ISD                  |
| 171-178 | SBS  | Saxo Bank-Sungard           |
| 181-188 | RSH  | Team RadioShack             |
| 191-198 | EUC  | Team Europcar               |
| 201-208 | MOV  | Movistar Team               |
| 211-218 | AST  | Pro Team Astana             |
| 221-228 | EUS  | Euskaltel-Euskadi           |
| 231-238 | APP  | Team NetApp                 |
| 241-248 | BSC  | Bretagne-Schuller           |

## Ordine d'arrivo (Top 10)
| Pos. | Corridore           | Squadra        | Tempo    |
| ---- | ------------------- | -------------- | -------- |
| 1    | Johan Vansummeren   | Garmin         | 6h07'28" |
| 2    | Fabian Cancellara   | Leopard-Trek   | a 19"    |
| 3    | Maarten Tjallingii  | Rabobank       | s.t.     |
| 4    | Grégory Rast        | RadioShack     | s.t.     |
| 5    | Lars Bak            | HTC-Highroad   | a 21"    |
| 6    | Alessandro Ballan   | BMC            | a 36"    |
| 7    | Bernhard Eisel      | HTC-Highroad   | a 47"    |
| 8    | Thor Hushovd        | Garmin         | s.t.     |
| 9    | Juan Antonio Flecha | Sky Procycling | s.t.     |
| 10   | Mathew Hayman       | Sky Procycling | s.t.     |

## Punteggi UCI
| Pos. | Corridore           | Squadra        | Punti |
| ---- | ------------------- | -------------- | ----- |
| 1    | Johan Vansummeren   | Garmin         | 100   |
| 2    | Fabian Cancellara   | Leopard-Trek   | 80    |
| 3    | Maarten Tjallingii  | Rabobank       | 70    |
| 4    | Grégory Rast        | RadioShack     | 60    |
| 5    | Lars Bak            | HTC-Highroad   | 50    |
| 6    | Alessandro Ballan   | BMC            | 40    |
| 7    | Bernhard Eisel      | HTC-Highroad   | 30    |
| 8    | Thor Hushovd        | Garmin         | 20    |
| 9    | Juan Antonio Flecha | Sky Procycling | 10    |
| 10   | Mathew Hayman       | Sky Procycling | 4     |

| Pos. | Squadra               | Punti |
| ---- | --------------------- | ----- |
| 1    | Team Garmin-Cervélo   | 120   |
| 2    | Team Leopard-Trek     | 80    |
| 3    | HTC-Highroad          | 80    |
| 4    | Rabobank Cycling Team | 70    |
| 5    | Team RadioShack       | 60    |
| 6    | BMC Racing Team       | 40    |
| 7    | Sky Procycling        | 14    |

| Pos. | Nazione     | Punti |
| ---- | ----------- | ----- |
| 1    | Svizzera    | 140   |
| 2    | Belgio      | 100   |
| 3    | Paesi Bassi | 70    |
| 4    | Danimarca   | 50    |
| 5    | Italia      | 40    |
| 6    | Austria     | 30    |
| 7    | Norvegia    | 20    |
| 8    | Spagna      | 10    |
| 9    | Australia   | 4     |